# Coupe du Golfe des nations de football 2010
Navigation
Oman 2009 Bahreïn 2013
La Coupe du Golfe des nations de football 2010 est la 20e édition de la Coupe du Golfe des nations de football, compétition organisée par l'Association du Golfe de football (en arabe الاتحاد الخليجي لكرة القدم) et rassemblant les 7 équipes des pays arabes du golfe plus l'équipe du Yémen.
Elle se déroule au Yémen du 22 novembre au 5 décembre 2010.
L'équipe du Koweït remporte le 10e titre de son histoire.

## Stades et villes retenus
Les villes de Aden et de Zinjibar ont été retenues pour le déroulement de ce tournoi, avec leurs deux stades respectifs.

### Stades
| Aden                 | Zinjibar            |
| Stade du 22 mai (en) | Stade Al-Wihda (en) |
| -------------------- | ------------------- |
|                      |                     |
| Capacité : 30 000    | Capacité : 30 000   |

## Participants et pots
| Pots | Sélections nationales  | Classement FIFA |
| A    | Yémen (pays hôte)      | 109             |
| A    | Oman (tenant du titre) | 81              |
| B    | Bahreïn                | 68              |
| B    | Arabie saoudite        | 70              |
| C    | Koweït                 | 85              |
| C    | Émirats arabes unis    | 90              |
| D    | Qatar                  | 98              |
| D    | Irak                   | 106             |

## Premier tour
Les 8 équipes sont réparties en 2 groupes à la suite d'un tirage au sort prenant en compte le classement FIFA des équipes. Les deux têtes de série étaient le Yémen en tant que pays organisateur et l'Oman en tant que tenant de titre. De chaque groupe se qualifient les deux premières équipes pour les demi-finales.

### Groupe A
| Rang | Équipe          | Pts | J | G | N | P | Bp | Bc | Diff |
| ---- | --------------- | --- | - | - | - | - | -- | -- | ---- |
| 1    | Koweït          | 7   | 3 | 2 | 1 | 0 | 4  | 0  | +4   |
| 2    | Arabie saoudite | 5   | 3 | 1 | 2 | 0 | 5  | 1  | +4   |
| 3    | Qatar           | 4   | 3 | 1 | 1 | 1 | 3  | 3  | 0    |
| 4    | Yémen           | 0   | 3 | 0 | 0 | 3 | 1  | 9  | -8   |

| 22 novembre 2010 | Yémen | 0 – 4   | Arabie saoudite                                                                                      | Stade du 22 Mai, Aden          |                                |
| 19:00 UTC-3      |       | (0 - 1) | Osama al-Muwallad 4e · Mohammad Al-Shalhoub 58e · Mohannad Asiri 72e (pen.) · Mishaal Al-Saeed 90+2e | Arbitrage : Fareed Al Marzouqi | Arbitrage : Fareed Al Marzouqi |

| 22 novembre 2010 | Qatar | 0 – 1   | Koweït            | Stade du 22 Mai, Aden           |                                 |
| 22:00 UTC-3      |       | (0 - 1) | Yousef Nasser 28e | Arbitrage : Abdullah Al-Hurassi | Arbitrage : Abdullah Al-Hurassi |

| 25 novembre 2010 | Arabie saoudite | 0 – 0 | Koweït | Stade Al-Wihda, Zinjibar |                         |
| 16:00 UTC-3      |                 |       |        | Arbitrage : Kenji Ogiya  | Arbitrage : Kenji Ogiya |

| 25 novembre 2010 | Yémen               | 1 – 2   | Qatar                    | Stade Al-Wihda, Zinjibar     |                              |
| 19:00 UTC-3      | Akram Al-Worafi 17e | (1 - 1) | Jaralla Al-Marri 35e 55e | Arbitrage : Sabah Abid Iddan | Arbitrage : Sabah Abid Iddan |

| 28 novembre 2010 | Yémen | 0 – 3   | Koweït                                         | Stade Al-Wihda, Zinjibar             |                                      |
| 19:00 UTC-3      |       | (0 - 2) | Al Ataiqi 18e (pen.) · Bader Al-Mutawa 34e 69e | Arbitrage : Salah Mohammed Al Abassi | Arbitrage : Salah Mohammed Al Abassi |

| 28 novembre 2010 | Arabie saoudite             | 1 – 1   | Qatar                 | Stade du 22 Mai, Aden          |                                |
| 19:00 UTC-3      | Hamed Shami Zaher 89e (csc) | (0 - 0) | Ibrahim Al-Ghanim 84e | Arbitrage : Fareed Al Marzouqi | Arbitrage : Fareed Al Marzouqi |

### Groupe B
| Rang | Équipe              | Pts | J | G | N | P | Bp | Bc | Diff |
| ---- | ------------------- | --- | - | - | - | - | -- | -- | ---- |
| 1    | Émirats arabes unis | 5   | 3 | 1 | 2 | 0 | 3  | 1  | +2   |
| 2    | Irak                | 5   | 3 | 1 | 2 | 0 | 3  | 2  | +1   |
| 3    | Oman                | 3   | 3 | 0 | 3 | 0 | 1  | 1  | 0    |
| 4    | Bahreïn             | 1   | 3 | 0 | 1 | 2 | 4  | 7  | -3   |

| 23 novembre 2010 | Oman              | 1 – 1   | Bahreïn                 | Stade du 22 Mai, Aden                      |                                            |
| 16:00 UTC-3      | Amad Al Hosni 37e | (1 - 0) | Ebrahim Al Mishkhas 67e | Arbitrage : Naser Al Enezi Modèle:KUWQAT-d | Arbitrage : Naser Al Enezi Modèle:KUWQAT-d |

| 23 novembre 2010 | Émirats arabes unis | 0 – 0 | Irak | Stade du 22 Mai, Aden                              |                                                    |
| 19:00 UTC-3      |                     |       |      | Arbitrage : Abdelrahman Al Qathani Modèle:KSAHUN-d | Arbitrage : Abdelrahman Al Qathani Modèle:KSAHUN-d |

| 26 novembre 2010 | Oman | 0 – 0 | Émirats arabes unis | Stade du 22 Mai, Aden            |                                  |
| 16:00 UTC-3      |      |       |                     | Arbitrage : Hamdy Raaban Shaaban | Arbitrage : Hamdy Raaban Shaaban |

| 26 novembre 2010 | Bahreïn                                          | 2 – 3   | Irak                                                | Stade du 22 Mai, Aden                |                                      |
| 19:00 UTC-3      | Faouzi Mubarak Aaish 44e · Ismael Abdullatif 90+ | (1 - 1) | Alaa Abdul-Zahra 24e 54e · Hawar Mulla Mohammed 90e | Arbitrage : Khalaf Mohammad Allabany | Arbitrage : Khalaf Mohammad Allabany |

| 29 novembre 2010 | Oman | 0 – 0 | Irak | Stade Al-Wihda, Zinjibar  |                           |
| 19:00 UTC-3      |      |       |      | Arbitrage : Yasser Younis | Arbitrage : Yasser Younis |

| 29 novembre 2010 | Bahreïn                 | 1 - 3   | Émirats arabes unis                                        | Stade du 22 Mai, Aden       |                             |
| 17:45 UTC-3      | Abdulla Baba Fatadi 35e | (1 - 2) | Subait Khater 4e · Fares Juma Al Saadi 8e · Ahmed Juma 64e | Arbitrage : Khamis Al Marry | Arbitrage : Khamis Al Marry |

## Tableau final
|  | Demi-finales        | Demi-finales        | Demi-finales    | Demi-finales    |        |        | Finale | Finale | Finale | Finale |
|  |                     |                     |                 |                 |        |        |        |        |        |        |
|  |                     |                     |                 |                 |        |        |        |        |        |        |
|  | Koweït              | Koweït              | 2 tab(5)        | 2 tab(5)        |        |        |        |        |        |        |
|  | Koweït              | Koweït              | 2 tab(5)        | 2 tab(5)        |        |        |        |        |        |        |
|  | Irak                | Irak                | 2ap (4)         | 2ap (4)         |        |        |        |        |        |        |
|  | Irak                | Irak                | 2ap (4)         | 2ap (4)         | Koweït | Koweït | 1 ap   | 1 ap   |        |        |
|  |                     |                     |                 |                 | Koweït | Koweït | 1 ap   | 1 ap   |        |        |
|  |                     |                     | Arabie saoudite | Arabie saoudite | 0      | 0      |        |        |        |        |
|  | Émirats arabes unis | Émirats arabes unis | Arabie saoudite | Arabie saoudite | 0      | 0      | 0      | 0      |        |        |
|  | Émirats arabes unis | Émirats arabes unis |                 |                 |        |        |        | 0      |        |        |
|  | Arabie saoudite     | Arabie saoudite     | 1               | 1               |        |        |        |        |        |        |
|  | Arabie saoudite     | Arabie saoudite     | 1               | 1               |        |        |        |        |        |        |

### Demi finales
| 2 décembre 2010 | Koweït                                   | 2 – 2 a. p. | Irak                                           | Stade du 22 Mai, Aden            |                                  |
| 16:00 UTC-3     | Bader Al-Mutawa 1re · Fahad Al Enezi 58e | (1 - 2)     | Hawar Mulla Mohammed 6e · Alaa Abdul-Zahra 14e | Arbitrage : Hamdy Raaban Shaaban | Arbitrage : Hamdy Raaban Shaaban |
| 16:00 UTC-3     | Tirs au but 5–4                          |             |                                                | Arbitrage : Hamdy Raaban Shaaban | Arbitrage : Hamdy Raaban Shaaban |

| 2 décembre 2010 | Émirats arabes unis | 0 – 1   | Arabie saoudite | Stade du 22 Mai, Aden   |                         |
| 20:00 UTC-3     |                     | (0 - 0) | Ahmad Abbas 55e | Arbitrage : Kenji Ogiya | Arbitrage : Kenji Ogiya |

### Finale
| 5 décembre 2010 | Koweït         | 1 – 0 a.p. | Arabie saoudite | Stade du 22 Mai, Aden           |                                 |
| 18:00 UTC-3     | Waleed Ali 93e | (0 - 0)    |                 | Arbitrage : Abdullah Al-Hurassi | Arbitrage : Abdullah Al-Hurassi |

## Résultat
| Vainqueur de la Coupe du Golfe 2010 Koweït 10e titre |

## Buteurs
| 3 buts - Alaa Abdul-Zahra - Bader Al-Mutawa 2 buts - Hawar Mulla Mohammed - Jaralla Al-Marri 1 but - Faouzi Mubarak Aaish - Ismael Abdullatif - Ebrahim Al Mishkhas - Abdulla Baba Fatadi - Jarah Al Ateeqi - Yousef Nasser - Fahad Al Enezi - Waleed Ali - Amad Al Hosni | 1 but (cont.) - Ibrahim Al Ghanim - Ahmad Abbas - Osama al-Muwallad - Mohammad Al-Shalhoub - Mohanad Aseri - Mishaal Al-Saeed - Subait Khater - Fares Juma Al Saadi - Ahmed Juma - Akram Al-Worafi |

But contre son camp
- Hamed Shami Zaher (Contre l'Arabie saoudite)